# Gunnera schultesii
Gunnera schultesii är en gunneraväxtart som beskrevs av L.E. Mora-osejo. Gunnera schultesii ingår i släktet gunneror, och familjen gunneraväxter. Inga underarter finns listade.